# Totutla
Totutla là một đô thị thuộc bang Veracruz, México. Năm 2005, dân số của đô thị này là 15016 người.